# Трансфертное ценообразование
Трансфертное ценообразование (англ. transfer pricing) — ценообразование в сделках между взаимозависимыми лицами.
Трансфертное ценообразование, как правило, контролируется фискальными органами, чтобы предотвратить перераспределение общей прибыли группы компаний (группы взаимозависимых лиц) в пользу компаний, находящихся в юрисдикциях с более льготным налогообложением. Трансфертное ценообразование долгое время являлось схемой «агрессивного» международного налогового планирования, имеющего целью минимизацию уплачиваемых налогов.

## Регулирование
Первой страной, принявшей специальное законодательство, подробно регулирующее вопросы трансфертного ценообразования, стала США (середина 1960-х).
Основным рекомендательно-методическим международным документом в области налогового регулирования трансфертного ценообразования является Руководство Организации по экономическому сотрудничеству и развитию (ОЭСР) 1995 года (с изменениями и дополнениями в 2010, 2017 и 2022 годах) «О трансфертном ценообразовании для транснациональных корпораций и налоговых органов».
Одной из отличительных особенностей транснациональных корпораций является распределение активов внутри корпорации за пределами одной юрисдикции, оформленное, как правило, участием в капитале компаний, владеющих такими активами в других юрисдикциях. Цепочки владения компаниями образуют международные группы компаний. Члены одной группы заключают сделки по продаже товаров, оказанию работ или услуг, передаче нематериальных активов, предоставлению финансирования и др
Поскольку трансфертные цены в большей степени подвержены влиянию внутренних целей групп, чем законов рынка, цены в сделках внутри групп компаний могут значительно отличаться от рыночных, то есть цен, заключенных в сделках между независимыми лицами.
При этом трансграничный характер операций членов группы приводит к возникновению налоговых рисков, поскольку члены одной группы имеют возможность согласовывать условия и цены сделок таким образом, чтобы экономический эффект от осуществления таких сделок перераспределялся в пользу стороны сделки с более льготным режимом налогообложения. Особенности деятельности международной группы предоставляют им возможность существенно снизить налоговую нагрузку, в то время как независимые лица стремятся максимизировать получаемую прибыль и руководствуются, в первую очередь, законами рынка.
Таким образом, использование отличных от рыночных цен может приводить к нарушению конкуренции на рынке, извлечению группой компаний налоговой выгоды и снижению налоговых доходов юрисдикций присутствия международной. Для контроля за установлением цен в сделках внутри международных групп компаний юрисдикции устанавливают правила трансфертного ценообразования.

## Методы трансфертного ценообразования
Основные методы трансфертного ценообразования:
- на рыночной основе;
- на базе себестоимости;
- на договорной основе;
- на регулируемой основе.

Рекомендации ОЭСР по трансфертному ценообразованию выделяют две группы методов — основанные на анализе сделки и на основе анализа прибыли. В первой группе выделяются:
- метод сопоставимых неконтролируемых цен;
- метод цены последующей реализации;
- метод «затраты плюс» (англ. cost plus).

Методы на основе анализа сделки, принято разделять на внутренние и внешние в зависимости от источников информации. 
Основные методы группы анализа прибыли: 
- метод сопоставимой рентабельности (transactional net margin);
- метод распределения чистой прибыли (transactional profit split)[4].

## Функциональный анализ
Методика анализа трансфертных цен в обязательном порядке включает анализ функций, активов и рисков. Цель функционального анализа — определение наиболее важных функций, рисков и активов, задействованных сторонами контролируемой сделки, поскольку наличие определённых функций, рисков и активов может служить определяющим индикатором возникновения прибыли у стороны сделки. При этом функции, риски и активы сторон сделки взаимосвязаны. Так, например, выполняющая функцию по производству товара компания, должна обладать соответствующим активом (завод, фабрика) и нести риски порчи товара и снижения его востребованности на рынке.
Функциональный анализ направлен на определение степени и характера участия сторон в контролируемой сделке, источников генерации выручки компании (несения затрат) и возможных причин отличия показателей анализируемых сторон контролируемой сделки от показателей независимых компаний.
Поскольку правила трансфертного ценообразования направлены на предотвращение размытия налоговой базы и перемещения её в низконалоговые юрисдикции, функциональный анализ также позволяет определить, в какой из юрисдикций присутствия сторон трансграничной контролируемой сделки (в каком регионе внутригосударственной сделки) сконцентрированы основные функции, риски и активы и, как следствие, в какой юрисдикции (регионе) генерируется выручка.
Функциональный анализ позволяет с достаточной степенью достоверности определить юрисдикцию (регион) генерирования прибыли группой компаний, поскольку перемещение ключевых функций, рисков и активов в низконалоговую юрисдикцию зачастую затруднительно в связи с возможным ростом издержек и отсутствием необходимой инфраструктуры.
Также одна из важный задач функционального анализа — выявление «внутренних» сопоставимых сделок, то есть сопоставимых сделок, совершенных налогоплательщиком с независимыми лицами.

## Трансфертное ценообразование в России
В России с 2012 года действует законодательство по трансфертному ценообразованию, которое регулируется Налоговым кодексом. Нормы раздела схожи с «Руководством ОЭСР по трансфертному ценообразованию» (OECD Transfer Pricing guidelines 2017). Россия не является членом ОЭСР, но при этом находится в наблюдательном совете, соответственно нормы ОЭСР не распространяются на российскую практику, а применяются исключительно в тех моментах, где нет российского регулирования. Все сделки между взаимозависимыми лицами являются контролируемыми на предмет регулирования трансфертных цен. В этих случаях российские налоговые органы имеют право сравнивать применённые налогоплательщиками цены с рыночными и доначислять налоги, в случае выявления отклонений от рыночных цен.
При этом контролируемыми сделками признаются следующие операции:
- внутрироссийские сделки с взаимозависимыми лицами с оборотом более 1 млрд рублей в год при соблюдении хотя бы одного из следующих обстоятельств и некоторых дополнительных условий:
  - стороны сделки применяют разные ставки по налогу на прибыль организаций;
  - одна из сторон сделки является налогоплательщиком налога на добычу полезных ископаемых;
  - только одна из сторон сделки применяет один из специальных налоговых режимов (единый сельскохозяйственный налог или единый налог на вмененный доход);
  - одна из сторон сделки освобождена от обязанностей налогоплательщика налога на прибыль организаций;
  - одна из сторон сделки осуществляет деятельность по разработке нового морского месторождения;
  - хотя бы одна из сторон сделки является исследовательским корпоративным центром;
  - хотя бы одна из сторон сделки применяет инвестиционный налоговый вычет по налогу на прибыль организаций,
  - хотя бы одна из сторон сделки является налогоплательщиком налога на дополнительный доход от добычи углеводородного сырья
- сделки с иностранными взаимозависимыми лицами с оборотом более 60 млн рублей при соблюдении хотя бы одного из следующих обстоятельств и некоторых дополнительных условий:
  - предметом сделок являются товары, входящие в состав одной или нескольких из следующих товарных групп (нефть и товары, выработанные из нефти, чёрные и цветные металлы, минеральные удобрения, драгоценные металлы и драгоценные камни);
  - сделки по перепродаже товаров (выполнению работ, оказанию услуг), совершаемых с участием независимых посредников, если они не выполняют существенных функций, не принимают на себя рисков и не владеют существенными активами;
  - одной из сторон сделок является лицо, проживающее, зарегистрированное или являющееся резидентом офшорной зоны;

В отношении контролируемых сделок необходима подготовка отчётности по трансфертному ценообразованию, а также подача уведомления в налоговые органы.
В Налоговом кодексе предусматривается механизм подтверждения налогоплательщиком рыночного характера ценообразования между взаимозависимыми лицами. В частности, предлагается иерархия из пяти методов трансфертного ценообразования:
- метод сопоставимых рыночных цен[9];
- метод цены последующей реализации[10];
- затратный метод[11];
- метод сопоставимой рентабельности[12];
- метод распределения прибыли[13].

Перечень считается исчерпывающим, однако в случае, если вышеперечисленные методы не позволяют определить рыночный уровень цен в сделке, которая носит разовый характер, для определения рыночной стоимости может быть использован отчёт независимой оценочной организации.
Российский налоговый кодекс устанавливает иерархический порядок применения методов. В общем случае, приоритет отдан методу сопоставимых рыночных цен, однако в сделках по перепродаже товаров без обработки приоритетным признается метод цены последующей реализации.
Допустимо использование комбинации двух и более методов.